# 開新高等学校
開新高等学校（かいしんこうとうがっこう）は、熊本県熊本市中央区大江六丁目にある私立高等学校。運営法人は学校法人開新学園。
2011年春、熊本フェイス学院高等学校と合併。

## 設置学科
- 全日制課程
  - 総合学科（情報処理系列・国際コミュニケーション系列・社会福祉系列）
  - 普通科（普通コース・特別進学（特進）コース）
  - 電気情報科
  - 土木建築科
  - 自動車科
  - 機械科

## 沿革
- 1904年（明治37年） - 私立東亜鉄道学院として創立。熊本市東坪井にて開校。設立者兼院長・土山采（土木建設・労力請負「土山組」代表）。鉄道業従事者育成のために建設科（のちの土木科）と業務科が設けられ、1年制の予科と2年制の本科があった[1][2][3]。
- 1905年（明治38年） ‐ 二代目院長に堀勝太（堀勝名の子孫）就任。建設科より卒業生8名[3][4]。
- 1907年（明治40年） - 東亜鉄道学校に改称。飽託郡本庄村に移転。初代校長に堀勝太。[1]
- 1912年（明治45年）  ‐ 3月までの卒業生123名[3]。
- 1913年(大正2年)   ‐ 九州鉄道管理局、無試験雇員採用の特典附与[1]。
- 1914年(大正3年)   ‐ 神戸鉄道管理局、無試験雇員採用の特典附与。その後その他の管理局からも同校卒業生の無試験採用が取り扱われた[5]。
- 1915年(大正4年)   ‐ 土木科の募集中止[3]。
- 1923年(大正12年)   ‐ 村上則貞が校長就任[1]。
- 1927年(昭和2年)   ‐ 財団法人東亜鉄道学校の認可を得る[1]。
- 1928年(昭和3年)   ‐ 校舎新築。創立以来の卒業者総数は約2000名で、うち約800名が国有鉄道に、その他私鉄、官署会社に採用された。[5]
- 1945年(昭和20年)   ‐ 中村光蔵が校長就任、のち佐伯静雄が校長就任[1]。
- 1948年（昭和23年） - 校名を「熊本鉄道高等学校」と改称。「電気科」を設置。
- 1952年（昭和27年） - 「自動車科」を設置。
- 1962年（昭和37年） - 校名を熊本第一工業高等学校と改称。
- 1963年（昭和38年） - 「機械科｣を設置。
- 1966年（昭和41年） - 「建築科」を設置。
- 1972年（昭和47年） - 「普通科」を設置。
- 1985年（昭和60年） - 「情報処理科」を設置。
- 1986年（昭和61年） - 「電子機械科」を設置。
- 1995年（平成7年） - 校名を「開新高等学校」に変更。
- 1996年（平成8年） - 普通科に特別進学コース・国際コース・普通コースを設置。
- 2004年（平成16年） - 男女共学化し、総合学科を設置。
- 2009年（平成21年） - 土木科と建築科が統合し「土木建築科」、電気科と情報処理科が統合し「電気情報科」にそれぞれ変更。学校法人順心学園と合併。
- 2011年（平成23年） - 熊本フェイス学院高等学校と統合。

## 著名な出身者

### プロ野球
- 杉尾拓郎（プロ野球選手）
- 迫丸金次郎（元プロ野球選手）
- 田尻茂敏（元プロ野球選手）
- 谷宏明（元プロ野球選手）
- 松枝三男（元プロ野球選手）

### 格闘技
- 重岡銀次朗（プロボクサー）
- 重岡優大（プロボクサー）
- 赤星陽治（柔道家）

### その他スポーツ
- 赤﨑暁（陸上選手）

### 芸能
- コロッケ（ものまねタレント、お笑い芸人）
- 安井まさじ（ローカルタレント、元吉本新喜劇団員）
- 英太郎（ローカルタレント）
- 橋本博行（劇作家、脚本家）
- 荒牧理沙 (タレント、グラビアアイドル)
- 中西晶 (俳優)

### その他
- 宮崎徳市（宮崎組創業者、県会議員、宮崎康平の父）

## 交通アクセス
- 熊本市電「味噌天神」電停下車徒歩7分
- 九州産交バス・熊本電鉄バス・熊本バス・熊本都市バス 「味噌天神」バス停下車徒歩7分
- 熊本都市バス 「開新高校前」バス停下車すぐ、「県立劇場前」バス停下車徒歩2分